# S. Sivasankaranarayana Pillai

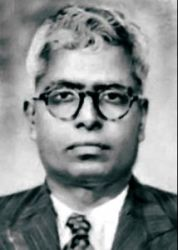
S. Sivasankaranarayana Pillai

S. Sivasankaranarayana Pillai (Subbayya Sivasankaranarayana Pillai; häufig als S. S. Pillai zitiert; * 1901 in Vallam, Tamil Nadu; † 31. August 1950 nahe Kairo) war ein indischer Mathematiker, der für seine Arbeit in der Zahlentheorie bekannt ist.
Er arbeitete am sogenannten Waringschen Problem, speziell an der Bestimmung genauer Werte der Funktion g(n)  (Ähnliches gelang etwa gleichzeitig Leonard Dickson). Er gab dafür Formeln an, die sich auf eine Formel reduzieren, falls eine bestimmte Ungleichung keine Lösung hat (was bis heute unbewiesen ist). Im Jahr 1940 bestimmte er g(6) = 73. Darüber hinaus veröffentlichte er Artikel über die Theorie der diophantischen Approximation.

## Biografie
Seine Eltern waren Subbayya Pillai und Gomati Ammal. Seine Mutter starb ein Jahr nach seiner Geburt und er wuchs unter der Obhut eines alten Verwandten in der Familie auf. Als er fünf Jahre alt war, wurde er drei Jahre lang zu Hause von einem Lehrer unterrichtet. Mit neun Jahren besuchte er eine Mittelschule in Shencottah. Ein Lehrer dieser Schule namens Sastriar wurde auf seine Fähigkeiten aufmerksam und unterstützte und ermutigte ihn immer wieder.
Später wechselte Pillai für seinen Matrikulationskurs an die örtliche High School. Nach dem plötzlichen Tod seines Vaters hatte er finanzielle Schwierigkeiten seine High-School-Ausbildung fortsetzen zu können. Sein früherer Lehrer Sastriar unterstützte ihn finanziell, sowohl für seinen Schulabschluss als auch in der Zeit danach. Er ging nach Nagercoil, um an einem Kurs im Scott Christian College mit einem Stipendium teilzunehmen. Danach machte er seinen Bachelor in Trivandrum am Maharajas College.
Im Jahr 1927 erhielt Pillai ein Forschungsstipendium an der Universität von Madras, um unter den Professoren K. Ananda Rau und R. Vaidyanathaswamy zu arbeiten. Dann war er von 1929 bis 1941 an der  Annamalai University in Annamalai Nagar (Cuddalore (Distrikt)), wo er Lektor war und einen Doktorgrad (D. Sc.) für seine mathematischen Forschungen erhielt. Pillai war dort der erste, der diese Auszeichnung in Mathematik erhielt. Im Jahr 1941 ging er an die Universität von Travancore und ein Jahr später an die University of Calcutta als Lektor (wo er auf Einladung von Friedrich Wilhelm Levi war).
Für seine Errungenschaften wurde Sivasankaranarayana Pillai eingeladen, 1950/51 das Institute for Advanced Studies, Princeton (USA), für ein Jahr zu besuchen. Ebenso wurde er eingeladen, um am internationalen Kongress der Mathematiker an der Harvard-Universität als Delegierter der Madras-Universität teilzunehmen. Er flog im August 1950 in die USA und kam dabei bei einem Flugzeugzusammenstoß in der Nähe von Kairo ums Leben.

## Pillai-Vermutung
Eine nach ihm benannte ungelöste Vermutung besagt, dass die Abstände zwischen Potenzen natürlicher Zahlen divergieren und einen bestimmten ganzzahligen Wert nur in einer endlichen Anzahl von Fällen annehmen. Allgemeiner vermutete er 1931, dass für feste positive ganze Zahlen A, B, C die Gleichung {\displaystyle Ax^{n}-By^{m}=C} nur endlich viele Lösungen (x, y, m, n) mit (m, n) ≠ (2, 2) hat. Letztere Vermutung folgt aus der abc-Vermutung.